# Cubocephalus impressus
Cubocephalus impressus là một loài tò vò trong họ Ichneumonidae.